# Società Polisportiva Ars et Labor 1961-1962
Questa voce raccoglie le informazioni riguardanti la Società Polisportiva Ars et Labor  nelle competizioni ufficiali della stagione 1961-1962.

## Stagione
Ancora movimenti importanti in estate: Gianni Corelli viene ceduto al Napoli e Gianfranco Bozzao alla Juventus, dalla quale arriva l'esperto difensore Sergio Cervato. Paolo Mazza conferma il suo fiuto pescando a piene mani nelle categorie inferiori: Adolfo Gori dalla Lucchese, Carlo Dell'Omodarme dal Como e Silvano Mencacci dal Prato, che con un bottino di 10 reti sarà il miglior realizzatore spallino di stagione. Il fiore all'occhiello dovrebbe essere il nazionale tedesco Erwin Waldner, ex stella dello Stoccarda prelevato dallo Zurigo, ma sarà una delusione.

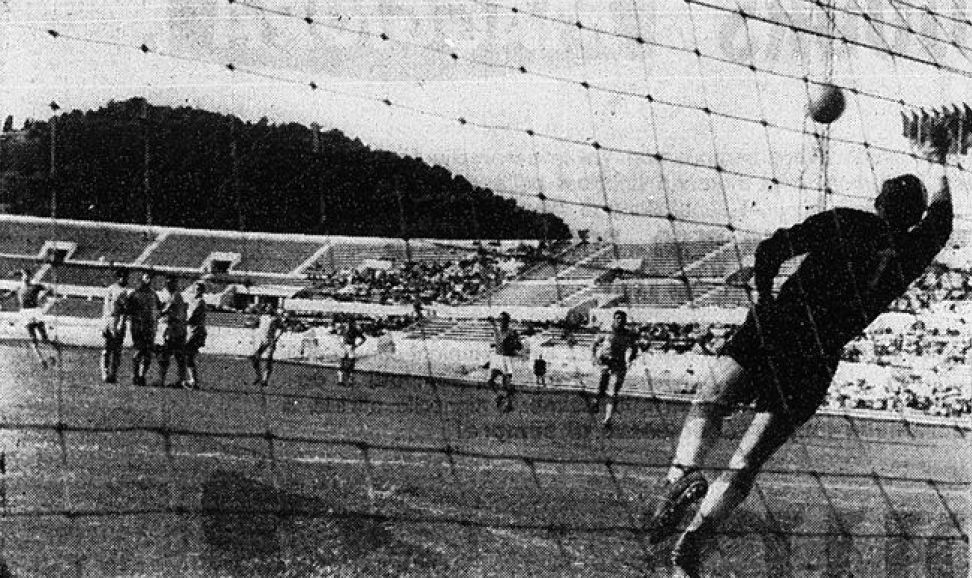
Gianni Corelli porta in vantaggio il nella finale di Coppa Italia.

La SPAL si salva con qualche sofferenza in campionato, ma firma una grande impresa in Coppa Italia: batte la Juventus per 4-1 in semifinale e arriva in finale contro il Napoli. Si gioca in gara secca il 21 giugno allo Stadio Olimpico di Roma, i biancoazzurri sono sconfitti 2-1 e una delle due reti partenopee è realizzata proprio da "Gianon" Corelli, ferrarese ed ex spallino, da sempre legatissimo a Mazza. Gli estensi mancano così per un soffio l'occasione di iscrivere il proprio nome nell'albo d'oro di una grande competizione nazionale.

## Rosa
| N. |                   | Ruolo | Calciatore        |
| -- | ----------------- | ----- | ----------------- |
|    | Italia (bandiera) | P     | Edo Patregnani    |
|    | Italia (bandiera) | P     | Lidio Maietti     |
|    | Italia (bandiera) | D     | Osvaldo Riva      |
|    | Italia (bandiera) | D     | Sergio Cervato    |
|    | Italia (bandiera) | D     | Adolfo Gori       |
|    | Italia (bandiera) | D     | Giovanni Mialich  |
|    | Italia (bandiera) | D     | Gennaro Olivieri  |
|    | Italia (bandiera) | D     | Antonio Montanari |
|    | Italia (bandiera) | D     | Ambrogio Valadè   |
|    | Italia (bandiera) | D     | Manlio Muccini    |
|    | Italia (bandiera) | D     | Roberto Ranzani   |

| N. |                      | Ruolo | Calciatore          |
| -- | -------------------- | ----- | ------------------- |
|    | Italia (bandiera)    | C     | Lorenzo Cappa       |
|    | Italia (bandiera)    | C     | Dante Micheli       |
|    | Italia (bandiera)    | C     | Antonio Bettoni     |
|    | Italia (bandiera)    | C     | Gabriele Scappi     |
|    | Argentina (bandiera) | C     | Oscar Massei        |
|    | Italia (bandiera)    | A     | Silvano Mencacci    |
|    | Italia (bandiera)    | A     | Carlo Novelli       |
|    | Italia (bandiera)    | A     | Carlo Dell'Omodarme |
|    | Italia (bandiera)    | A     | Romano Bagatti      |
|    | Germania (bandiera)  | A     | Erwin Waldner       |
|    | Italia (bandiera)    | A     | Angelo Montenovo    |

## Risultati

### Serie A

#### Girone di andata
| Catania 27 agosto 1961 1ª giornata | Catania         | 0 – 0 | SPAL | Stadio Cibali\| Arbitro: \| Genel (Trieste) \| |
| Arbitro:                           | Genel (Trieste) |       |      |                                                |

| Arbitro: | Francescon (Padova) |

|           |           |                                    |
| Metin 59’ | Marcatori | 41’ Cervato 42’ Gori 44’ Novelli I |

| Arbitro: | Politano (Cuneo) |

|  |           |              |
|  | Marcatori | 79’ Olivieri |

| Ferrara 13 settembre 1961 4ª giornata | SPAL               | 0 – 0 | Lecco | Stadio Comunale\| Arbitro: \| Sebastio (Taranto) \| |
| Arbitro:                              | Sebastio (Taranto) |       |       |                                                     |

| Arbitro: | Di Tonno (Lecce) |

|                             |           |                         |
| Raffin 40’ (rig.) Rossi 57’ | Marcatori | 2’ Waldner 59’ Mencacci |

| Arbitro: | Genel (Trieste) |

|  |           |                                      |
|  | Marcatori | 41’ Charles 49’ Stacchini 90’ Sivori |

| Arbitro: | Jonni (Macerata) |

|              |           |                               |
| Mencacci 28’ | Marcatori | 70’ Vinicio 90’ (rig.) Perani |

| Arbitro: | De Marchi (Pordenone) |

|                 |           |          |
| Bolchi 68’, 88’ | Marcatori | 41’ Gori |

| Arbitro: | Rebuffo (Milano) |

|                                                       |           |            |
| Milani 13’ Dell'Angelo 37’ Hamrin 67’, 69’ Petris 76’ | Marcatori | 10’ Massei |

| Arbitro: | Gambarotta (Genova) |

|          |           |  |
| Gori 89’ | Marcatori |  |

| Arbitro: | Campanati (Milano) |

|             |           |                 |
| Rozzoni 78’ | Marcatori | 24’, 71’ Massei |

| Arbitro: | Lo Bello (Siracusa) |

|                   |           |           |
| Mencacci 23’, 58’ | Marcatori | 49’ Kölbl |

| Arbitro: | Campanati (Milano) |

|              |           |                 |
| Mencacci 58’ | Marcatori | 66’ Cucchiaroni |

| Arbitro: | Francescon (Padova) |

|          |           |  |
| Baker 5’ | Marcatori |  |

| Arbitro: | Righi (Milano) |

|                                               |           |            |
| Angelillo 47’ Orlando 64’ Manfredini 66’, 87’ | Marcatori | 25’ Massei |

| Arbitro: | Angonese (Mestre) |

|                                        |           |             |
| Cervato 43’ (rig.) Morganti 47’ (aut.) | Marcatori | 3’ Allemann |

| Arbitro: | Gambarotta (Genova) |

|                                      |           |              |
| David 17’ Rivera 53’ Danova 69’, 80’ | Marcatori | 66’ Mencacci |

#### Girone di ritorno
| Arbitro: | Di Tonno (Lecce) |

|               |           |  |
| Novelli I 59’ | Marcatori |  |

| Arbitro: | Angonese (Mestre) |

|  |           |                               |
|  | Marcatori | 54’ Börjesson 74’ De Robertis |

| Arbitro: | Marchese (Napoli) |

|              |           |              |
| Da Costa 16’ | Marcatori | 76’ Mencacci |

| Lecco 14 gennaio 1962 21ª giornata | Lecco               | 0 – 0 | SPAL | Stadio Mario Rigamonti\| Arbitro: \| Lo Bello (Siracusa) \| |
| Arbitro:                           | Lo Bello (Siracusa) |       |      |                                                             |

| Arbitro: | Marchese (Napoli) |

|              |           |                   |
| Mencacci 27’ | Marcatori | 31’ (aut.) Massei |

| Arbitro: | Campanati (Milano) |

|                          |           |                    |
| Stacchini 38’ Sivori 61’ | Marcatori | 81’ (rig.) Cervato |

| Arbitro: | Genel (Trieste) |

|                             |           |  |
| Gori 21’ (aut.) Nielsen 43’ | Marcatori |  |

| Arbitro: | Gambarotta (Genova) |

|             |           |  |
| Mencacci 5’ | Marcatori |  |

| Arbitro: | Adami (Roma) |

|             |           |                     |
| Cervato 49’ | Marcatori | 63’ (rig.) Marchesi |

| Arbitro: | Gambarotta (Genova) |

|               |           |  |
| De Marchi 67’ | Marcatori |  |

| Arbitro: | Marchese (Napoli) |

|                          |           |             |
| Cervato 15’ Mencacci 81’ | Marcatori | 79’ Beretta |

| Arbitro: | Marchese (Napoli) |

|                                    |           |                        |
| Arienti 5’ Kölbl 77’ Barbolini 85’ | Marcatori | 11’ Massei 28’ Bagatti |

| Genova 18 marzo 1962 30ª giornata | Sampdoria          | 0 – 0 | SPAL | Stadio Luigi Ferraris\| Arbitro: \| Campanati (Milano) \| |
| Arbitro:                          | Campanati (Milano) |       |      |                                                           |

| Arbitro: | Sebastio (Taranto) |

|           |           |  |
| Cappa 13’ | Marcatori |  |

| Arbitro: | Lo Bello (Siracusa) |

|            |           |                           |
| Micheli 8’ | Marcatori | 3’ Menichelli 38’ Jonsson |

| Arbitro: | Rigato (Mestre) |

|                          |           |  |
| Recagni 26’ Allemann 81’ | Marcatori |  |

| Arbitro: | Gambarotta (Genova) |

|  |           |                             |
|  | Marcatori | 30’, 76’ Altafini 86’ Conti |

### Coppa Italia
| Arbitro: | Marchese (Napoli) |

|                     |                      |                           |
| Maioli 53’ Cera 63’ | Marcatori            | 45’ Bagatti 81’ Montenovo |
|                     | Tiri di rigore 7 – 8 |                           |

| Arbitro: | Marchese (Napoli) |

|                    |           |                         |
| Cervato 50’ (aut.) | Marcatori | 40’ Mencacci 73’ Massei |

| Arbitro: | Francescon (Padova) |

|                                    |           |              |
| Micheli 38’ Cervato 40’ Massei 55’ | Marcatori | 5’ Fumagalli |

| Arbitro: | Campanati (Milano) |

|                                                       |           |                    |
| Micheli 31’ Dell'Omodarme 33’, 69’ Cervato 72’ (rig.) | Marcatori | 76’ (aut.) Muccini |

| Arbitro: | Bonetto (Torino) |

|                        |           |             |
| Corelli 12’ Ronzon 78’ | Marcatori | 16’ Micheli |